# Hipodamina
La hipodamina es un pseudoalcaloide tricíclico aislado de las secreciones defensivas de varias especies de insectos de la familia Coccinellidae: Hippodamia convergens, Hippodamia caseyi, Anisosticta 19-punctata y Chauliognathus pulchellus.

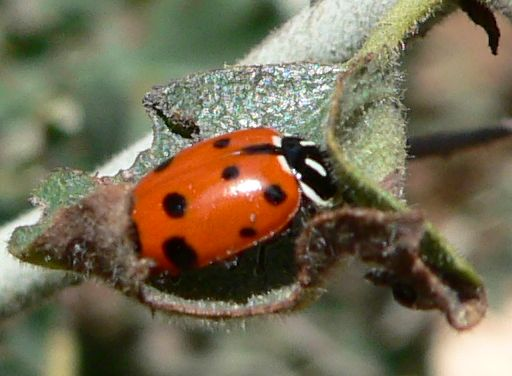
Hippodamia convergens

## Biosíntesis
Se ha comprobado con pruebas de marcaje isotópico que la lisina no participa en la biosíntesis de la hipodamina, sino que ésta se forma por la acción de un ácido graso previamente oxidado
:

## Síntesis
La síntesis de la coccinelina, precoccinelina e hipodamina fue realizada por Aleksey de acuerdo al siguiente esquema sintético. Dado que la hipodamina y la precoccinelina son estereoisómeros, el procedimiento sintético es similar y produce una mezcla de ambos compuestos, los cuales se separan por resolución.